# Alanoud Alsharekh
Alanoud Alsharekh (àrab: العنود الشارخ, al-ʿAnūd ax-Xāriẖ) és una activista pels drets de les dones kuwaites que és membre fundadora d'«Abolish 153» (també conegut com a «Article 153»), una campanya que demana posar fi a les matances d'honor a Kuwait. Ha estat guardonada amb l'Orde national del Mérit i va ser nomenada una de les 100 Dones de la BBC el 2019.

## Educació
Va néixer a Kuwait. Va estudiar a l'escola bilingüe Al Bayan i s'hauria graduat el 1992, però no va poder a causa de la invasió de Kuwait. Va estudiar literatura anglesa al King's College de Londres. Va obtenir el títol de batxiller el 1996, abans de traslladar-se a la SOAS University de Londres per estudiar lingüística aplicada. Va rebre una beca de la Universitat de Kuwait. Va tornar a Kuwait embarassada de la seva filla al mateix temps que començava el moviment sufragista. Quan les dones van perdre la lluita pels drets polítics complets el 1999, va tornar a SOAS per obtenir el doctorat, centrant-se en el feminisme comparat i els estudis de l'Orient Mitjà.

## Trajectòria
Després de completar el doctorat, va ser nomenada investigadora associada a SOAS. Es va unir a la Universitat d'Uppsala, on es va interessar per la literatura de l'Orient Mitjà. Ha estat consultora sènior acadèmica visitant a la Universitat d'Uppsala, al Whittier College i a la Universitat de Kuwait. Va ser designada a l'Oficina de Seguretat Nacional de Kuwait el 2008.
És becària associada al Royal Institute of International Affairs, on dirigeix un programa anomenat "Empowering Kuwaiti Women in Politics" (empoderar dones kuwaitis a la política). És alhora directora de la consultoria estratègica Ibtkar. En aquesta funció, ha treballat per donar suport als drets de les dones, tant a Kuwait com a l'estranger. Ibtkar va liderar el programa «Empodering Kuwaiti Women in Politics», que incloïa un any de formació per a dones kuwaitianes en el lideratge polític. A més de formar dones a Kuwait, Ibtkar ha dut a terme formació culturalment sensible per al Great Ormond Street Hospital i el Royal College of Art.
A més de la seva defensa amb Ibtkar, Alsharekh també ha estat directora de la campanya «Amics que es preocupen» per a noies joves en risc dins del sistema d'atenció social de Kuwait. Ha treballat com a consultora de gènere tant per a ONU Dones com per al Programa de les Nacions Unides per al Desenvolupament. Va pronunciar una xerrada TED a l'ciutat de Kuwait on va parlar del seu activisme feminista. Alsharekh és directora fundadora de la campanya «Aboliu el 153», que vol posar fi als assassinats d'honor a Kuwait. També és cap de departament de la Arab Open University. El 2018 va ser nomenada becària no resident a The Arab Gulf States Institute. Forma part del consell assessor del Fòrum Diplomàtic Mundial.

## Distincions
- 2013 Premi Àrab de Ciències Socials i Humanitats de l'Institut d'Estudis de Postgrau de Doha a la millor publicació en una revista estrangera
- Premi Chaillot de Drets Humans de la Unió Europea 2015[20]
- 2016 Ordre national du Mérite[10]
- Dona àrab destacada del 2019[21]
- BBC 100 Women 2019[22][23]

## Publicacions seleccionades
- Alsharekh, Alanoud Global Politics and Strategy, 53, 2, 30-03-2011, pàg. 51–60. DOI: 10.1080/00396338.2011.571010.
- Alanoud, Alsharekh. Saqi. Popular Culture and Political Identity in the Arab Gulf States, 2012. ISBN 978-0863568626.
- Alanoud, Alsharekh. Challenging Limitations: Conference on the Redefinition of Roles for Women in the GCC.  Saffron Books, 2005. ISBN 1872843352.